# Taťjana Lysenková (gymnastka)
Taťjana Feliksovna Lysenková (ukrajinsky Тетяна Феліксівна Лисенко, rusky Татьяна Феликсовна Лысенко; * 23. června 1975, Cherson) je bývalá sovětská a ukrajinská gymnastka. Je dvojnásobnou vítězkou z Letních olympijských her v Barceloně 1992.

## Kariéra
V roce 1991 poprvé startovala na mistrovství světa v Indianapolisu, kde získala zlato v týmové soutěži. Po pádu z kladiny ale nezískala medaili ve finále víceboje, do kterého se probojovala z kvalifikace před Oksanou Čusovitinovou a dalšími velkými talenty své doby.
Největších úspěchů dosáhla na Letních olympijských hrách v Barceloně v roce 1992. V barvách tzv. Sjednoceného týmu, který spojoval již samostatné země vzniklé po nedávném rozpadu Sovětského svazu, startovala např. se Světlanou Bogiňskou nebo Taťjanou Gucuovou. V soutěži družstev získaly s náskokem zlatou medaili. Ve finále víceboje byla Lysenková sedmá, ale získala bronz na přeskoku a zlato na kladině, kde získala známku 9,975 b.
V následujícím roce reprezentovala Ukrajinu na mistrovství světa v Birminghamu, kde ji jen přešlap na prostných připravil o titul absolutní mistryně světa, takto získala ve víceboji bronz. Závodila pak až do roku 1994.
Po skončení kariéry se přestěhovala do Spojených států amerických a usadila se v Kalifornii. Vystudovala právnickou školu Sanfranciské univerzity.

## Ocenění
Jelikož má z matčiny strany židovský původ, byla v roce 2002 uvedena do Mezinárodní židovské sportovní síně slávy.